# Nikolaj Hansen (fodboldspiller, født 1987)
 Der er flere personer med dette navn, se Nikolaj Hansen.
Nikolaj Steen Hansen (født 7. april 1987 i København) er en dansk fodboldspiller, der spiller for Næstved BK.
Hansen begyndte med at spille i Kjøbenhavns Boldklub. Hans professionelle debut var for FCK den 20. september 2006 i en pokalkamp mod Thisted FC, hvor han erstattede den skadede Jacob Neestrup i 61. minut. Debuten i Superligaen fik han 22. oktober samme år, da han igen i 61. minut erstattede Michael Gravgaard i 3-0 kampen mod Viborg FF.